# La Quina (yacimiento)
El yacimiento prehistórico de La Quina se encuentra en la localidad de Gardes-le-Pontaroux en Charente, Francia. Cubre alrededor de 700 metros cuadrados y tiene dos campos, la estación de montaña y la estación del valle. Fue ocupada en el Paleolítico medio (Musteriense) y comienzos del Paleolítico superior (Châtelperroniense y Auriñaciense).

## Historia
Conocido desde 1872 y cortado por una carretera en 1881, los depósitos de La Quina fueron adquiridos por Leon Henri-Martin en 1905. El médico, conocido como Dr. Henri Martin excavó los depósitos entre 1906 y 1936. Su hija, Germaine Henri-Martin, continuó su labor entre los años 1953 y 1965. A partir de 1985, A. Jelinek, A. Debénath y H. Dibble realizaron nuevas excavaciones.
El depósito de la Quina fue clasificado como monumento histórico el 14 de febrero de 1984.

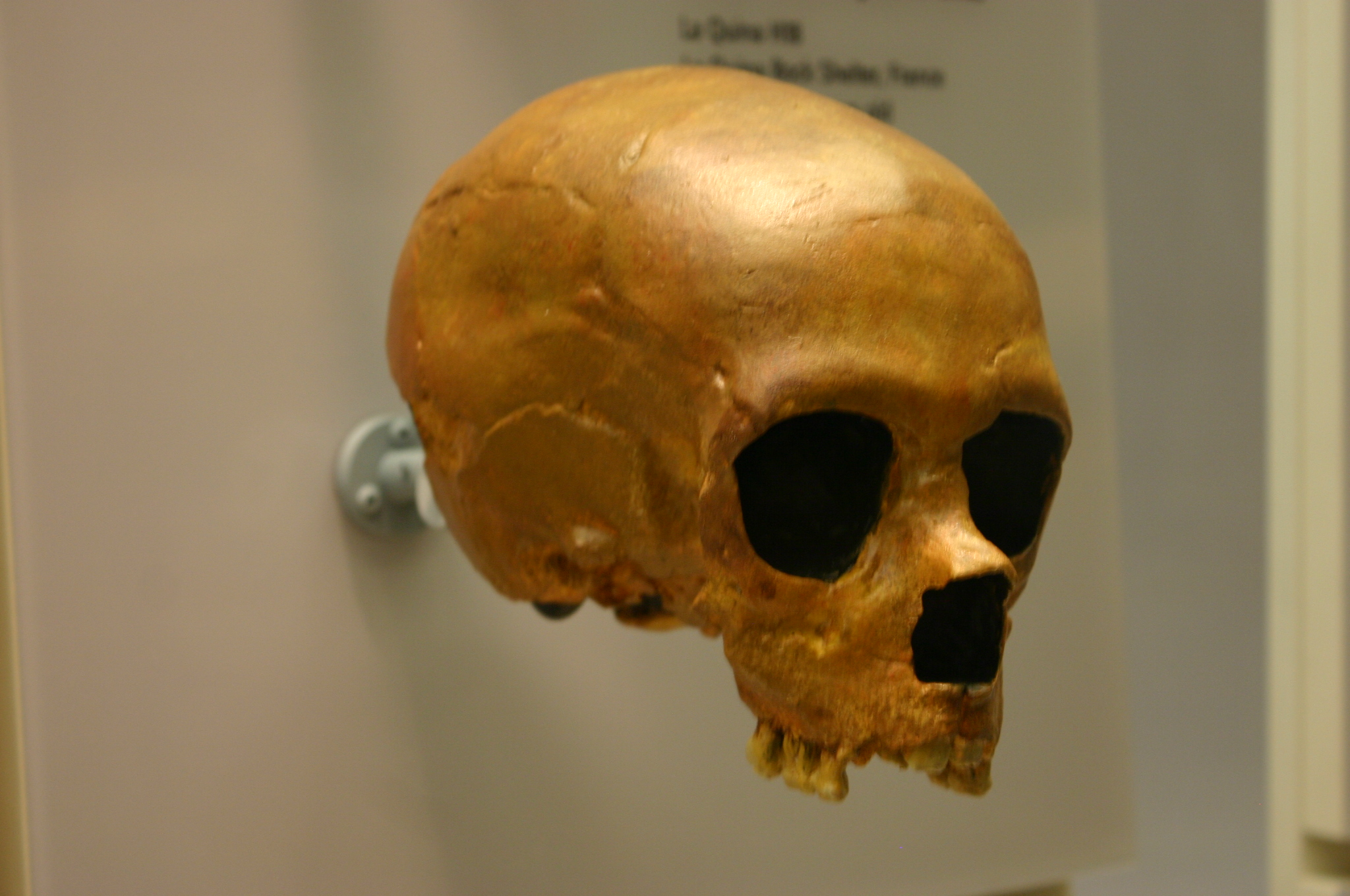
Cráneo de neandertal infantil, conocido como La Quina 18.

Se han encontrado, a lo largo de su historia, gran cantidad de fósiles de Homo neanderthalensis.

## Galería

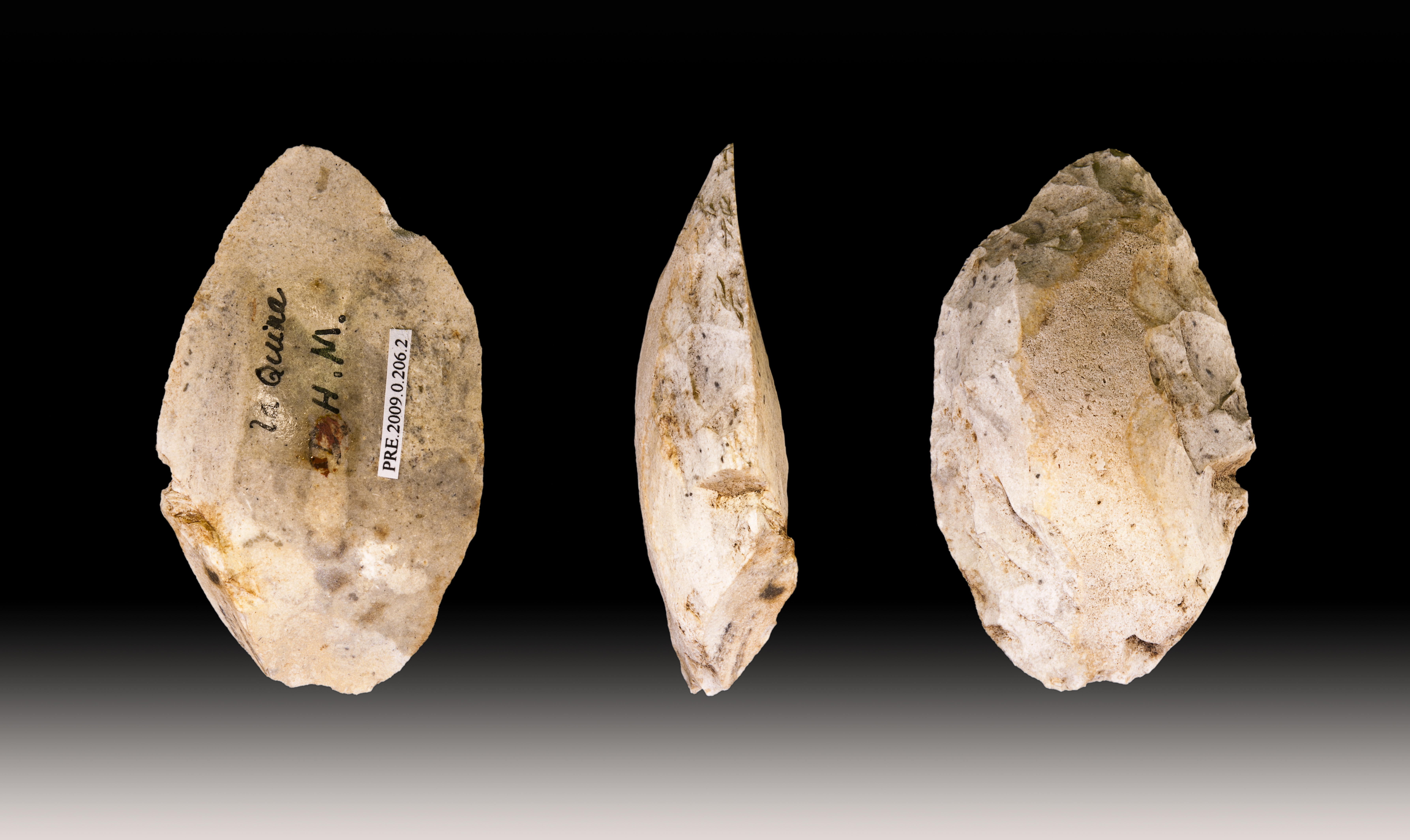
Raedera musteriense - Museo de Toulouse.
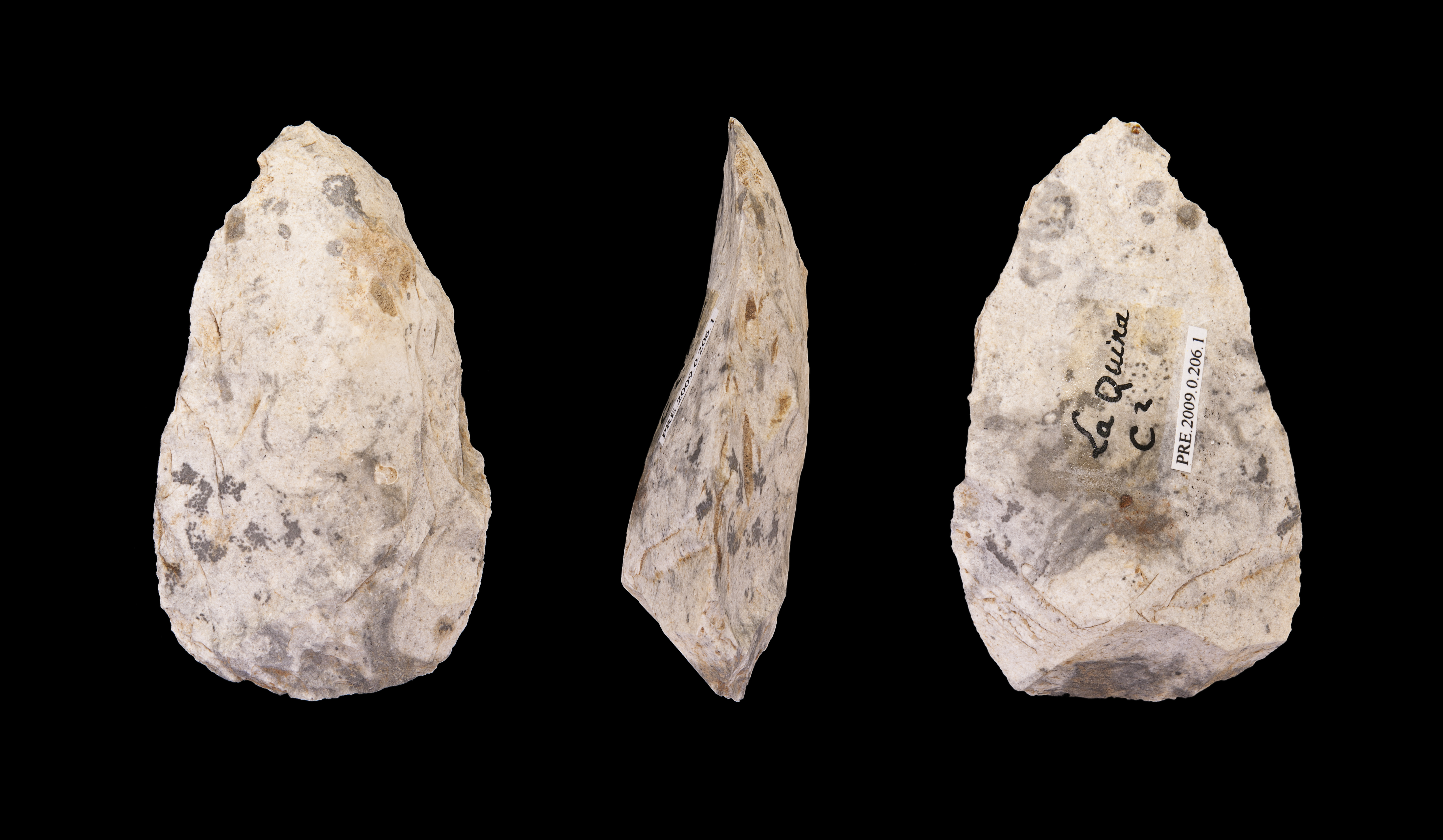
Raedera musteriense - Museo de Toulouse.
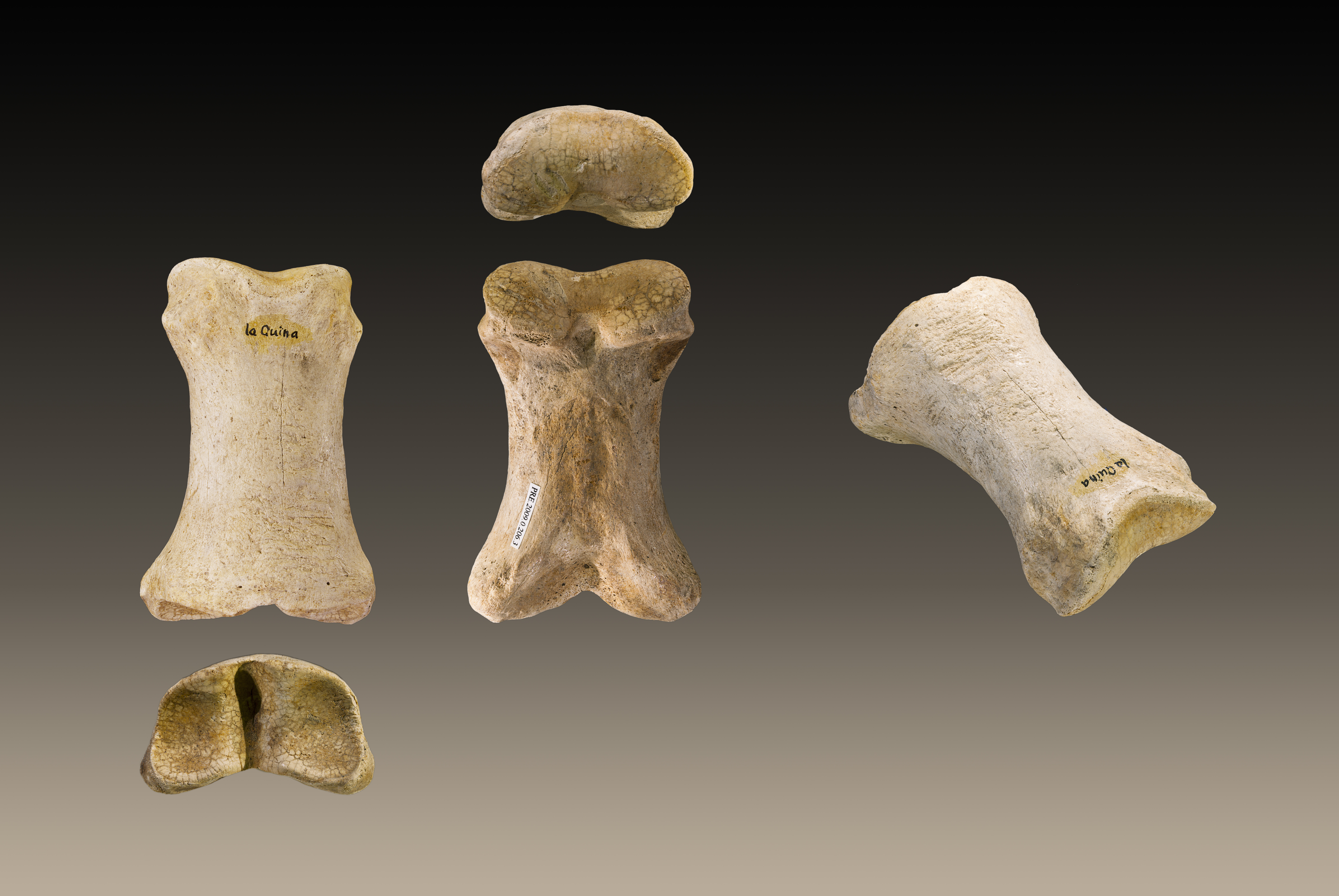
Retocador de La Quina Museo de Toulouse.
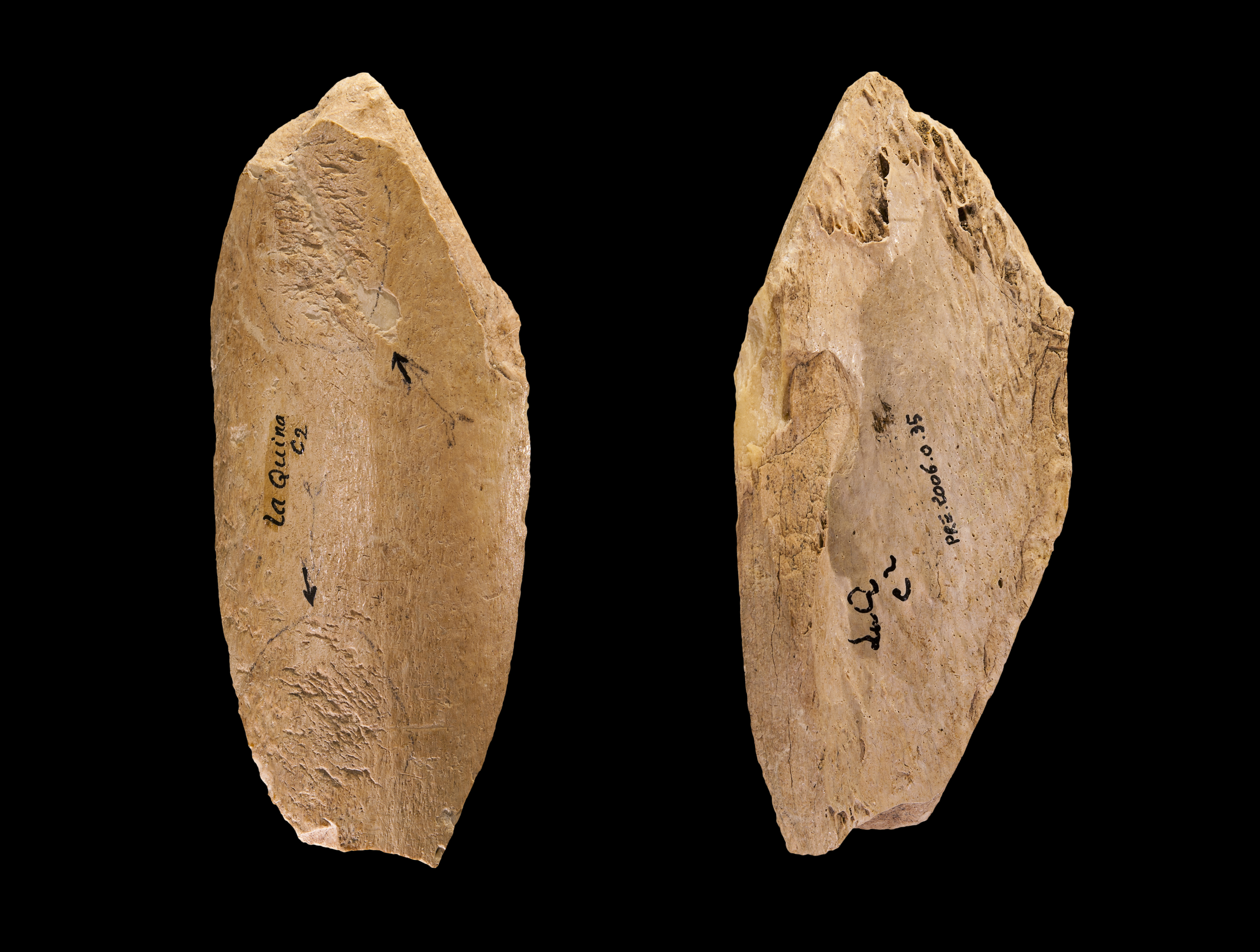
Retocador de La Quina Museo de Toulouse.